# 爱尔兰护照
爱尔兰护照是由愛爾蘭政府核发给該國公民的护照。爱尔兰护照使持有者能够进行国际旅行，并作为爱尔兰国籍和欧盟公民身份的证明。它还有助于在国外获得爱尔兰大使馆和其他欧盟成员国的任何大使馆的领事援助。
爱尔兰护照是由爱尔兰外交部的一个部门——护照办公室签发。自2006年以来，所有的爱尔兰护照都是生物识别的。2015年，爱尔兰政府推出护照卡，使已经拥有护照的爱尔兰公民能够在整个欧洲经济区（EEA）和瑞士旅行。爱尔兰护照卡的目的是为了旅行和识别，其功能类似于欧洲经济区国民身份证。
爱尔兰护照和爱尔兰护照卡都允许爱尔兰公民不受限制地在欧洲经济区、瑞士和共同旅行区的任何国家旅行、生活和工作。爱尔兰公民可以免签证或落地签证进入185个国家和地区；根据亨利护照指数，爱尔兰公民可获得的国际准入在全球排名第六。从2021年起，爱尔兰公民是世界上唯一有权在欧盟和英国自由生活和工作且不需簽證的国民。

## 护照卡
2015年10月5日，爱尔兰外交部推出了信用卡大小的护照卡。它最初宣布在2015年7月中旬左右推出，但随后被推迟发布。它符合国际民航组织颁布的生物识别和可读机护照的国际标准。
与美国护照卡不同的是，美国护照卡不能用于国际航空旅行或北美以外的陆地和海上旅行，而爱尔兰护照卡可以用于航空旅行和整个欧洲经济区和瑞士以及一些非欧洲经济区国家，如阿尔巴尼亚、波斯尼亚和黑塞哥维那、摩尔多瓦、黑山、科索沃、蒙特塞拉特（在第三国过境最长14天）和塞尔维亚。然而，在引入时，它仅被报道已被欧洲经济区的国家批准出入境，几天后被证实瑞士已经批准了爱尔兰护照卡的使用。。
爱尔兰护照卡是一种卡片格式的护照，旨在作为大多数欧洲国家的旅行证件使用，与欧洲经济区其他地方的国民身份证或俄罗斯内部护照在前往前苏联境内的一些国家和自治领土方面的使用方式类似。在其他一些欧盟国家，它在很大程度上被视为与身份证相同的地位，因为他们的法律是这样称作这种卡片为身份证。然而，航空公司用来查找文件要求的IATA Timatic数据库将护照卡列为一个单独的文件类型。该卡在其机器可读区（MRZ）中使用了 "IP "的称号（"I "表示身份证，"P "在MRZ标准中没有意义）。虽然国际民航组织早在1968年就开始了机读护照卡的准备工作，但爱尔兰是第一个发行航空旅行护照卡的国家，爱尔兰外交部长查尔斯·弗拉纳根在2015年推出爱尔兰护照卡时强调了其的新颖性和实用性。
该卡价格为35欧元，有效期为5年或持卡人的护照册的有效期，以较短者为准。从2018年11月起，所有年龄段的爱尔兰公民都可以使用护照卡。

## 北爱尔兰

在北爱尔兰最常持有的护照的地图

爱尔兰护照只能颁发给拥有爱尔兰公民身份的个人。后爱尔兰国籍法被扩展直至包括北爱尔兰地区。

## 持照人签证要求

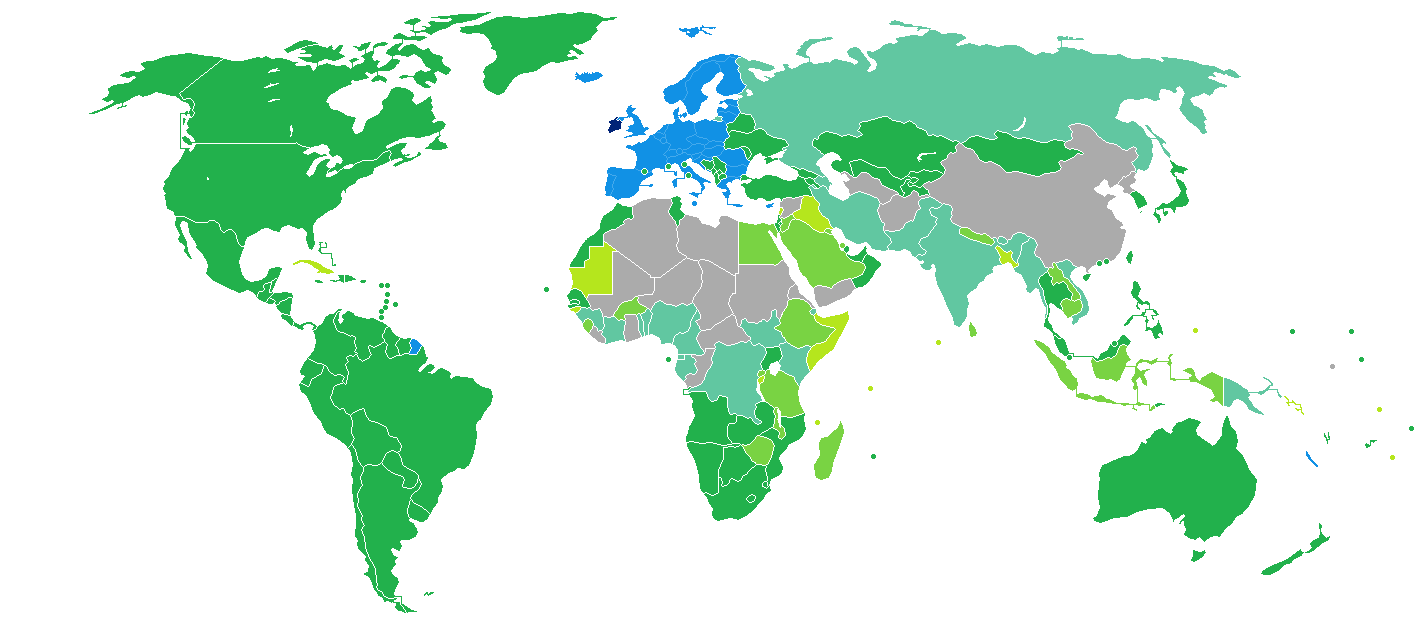
爱尔兰公民的签证要求
爱尔兰
迁徙自由或共同旅行区
免签证国家/地区
落地签证
电子签证
落地/电子签证
需要签证

对爱尔兰公民的签证要求是其他国家的当局对爱尔兰公民的旅行限制。根据2025年1月8日发布的亨利护照指数，爱尔兰护照可免签证、落地签证或电子签证入境191个国家和地区，位居世界第4，与奥地利、丹麦、卢森堡、荷兰、挪威、瑞典护照并列。